# ژولیان موئنو
ژولیان موئنو (فرانسوی: Julien Moineau‎; ۲۷ نوامبر ۱۹۰۳ – ۱۴ مارس ۱۹۸۰) دوچرخه‌سوار اهل فرانسه بود.